# Ivatani Tosio
Ivatani Tosio (Kobe, 1925. október 24. – 1970. március 1.) japán válogatott labdarúgó.

## Nemzeti válogatott
A japán válogatottban 8 mérkőzést játszott, melyeken 4 gólt szerzett.

## Statisztika
| Japán válogatott | Japán válogatott | Japán válogatott |
| Időszak          | Mérk.            | gól              |
| ---------------- | ---------------- | ---------------- |
| 1951             | 3                | 2                |
| 1952             | 0                | 0                |
| 1953             | 0                | 0                |
| 1954             | 2                | 2                |
| 1955             | 2                | 0                |
| 1956             | 1                | 0                |
| Összesen         | 8                | 4                |